# 거짓남녀중간몸증
거짓남녀중간몸증(pseudohermaphroditism) 또는 거짓남녀한몸은 2차 성징이 생식샘에 따라 기대되는 성별과 차이가 나는 경우를 말한다.

## 같이 보기
- 성분화 이상
- 간성 교정 수술
- 간성 (성)
- 남녀한몸
- 참남녀한몸증